# Vitalis Chikoko
Vitalis Chikoko, né le 11 février 1991 à Harare au Zimbabwe, est un joueur zimbabwéen de basket-ball professionnel évoluant aux postes d'ailier fort et de pivot.

## Biographie
Après avoir passé son début de carrière majoritairement en Allemagne, Vitalis Chikoko rejoint la France et le club de Pau-Lacq-Orthez en 2016.
En juillet 2021, les Metroplitans 92 résilient le contrat de Chikoko alors qu'il était sous contrat jusqu'en 2024. Il s'engage peu après avec l'Élan béarnais Pau-Lacq-Orthez.
Le 17 juillet 2023, il rejoint la JDA Dijon en prêt après la relégation en deuxième division de l'Élan béarnais.
En juin 2024, Chikoko s'engage avec la SIG Strasbourg, en première division française.

## Palmarès
- Champion du Zimbabwe en 2011.
- Vainqueur Coupe de France: 2022 et MVP de la finale, 2024

## Statistiques

### Championnat
| Saison    | Équipe            | Ligue             | Matches | 5 Majeur | Minutes | % Tirs | % 3-pts | % L-F  | Rbds | Pass dec | Int | Crt | B.p. | Pts  |
| --------- | ----------------- | ----------------- | ------- | -------- | ------- | ------ | ------- | ------ | ---- | -------- | --- | --- | ---- | ---- |
| 2011-2012 | BG 74 Göttingen   | Bundesliga        | 17      | 14       | 15      | 56,8 % | 50,0 %  | 54,2 % | 4,5  | 0,3      | 0,2 | 0,7 | 1,1  | 6,9  |
| 2012-2013 | Gladiators Trèves | Bundesliga        | 33      | 0        | 16      | 60,7 % | 50,0 %  | 61,4 % | 2,9  | 0,5      | 0,2 | 0,9 | 1,2  | 6,2  |
| 2013-2014 | Gladiators Trèves | Bundesliga        | 34      | 27       | 21      | 50,2 % | 17,1 %  | 54,1 % | 4,4  | 0,7      | 0,2 | 1,1 | 1,6  | 8,0  |
| 2014-2015 | Gladiators Trèves | Bundesliga        | 27      | 18       | 26      | 58,5 % | 27,8 %  | 76,0 % | 5,2  | 1,2      | 0,7 | 1,7 | 2,0  | 12,3 |
| 2014-2015 | Reggio Emilia     | Lega A            | 24      | 11       | 12      | 57,5 % | 0,0 %   | 77,8 % | 3,5  | 0,5      | 0,1 | 0,9 | 1,0  | 4,1  |
| 2015-2016 | Scaligera Vérone  | Lega Due          | 24      | 15       | 26      | 61,3 % | 8,3 %   | 71,1 % | 7,9  | 0,8      | 0,6 | 1,4 | 1,8  | 8,6  |
| 2015-2016 | Bayern Munich     | Bundesliga        | 15      | 3        | 15      | 69,5 % | 50,0 %  | 50,0 % | 3,3  | 0,3      | 0,5 | 0,7 | 0,7  | 6,3  |
| 2016-2017 | Pau-Orthez        | première division | 27      | 2        | 18      | 69,4 % | -       | 73,5 % | 4,8  | 0,4      | 0,4 | 0,7 | 1,0  | 10,1 |
| 2017-2018 | Pau-Orthez        | première division | 31      | 17       | 21      | 57,9 % | -       | 61,0 % | 4,6  | 1,4      | 0,5 | 0,6 | 1,7  | 10,3 |
| 2018-2019 | Pau-Orthez        | première division | 36      | 36       | 27      | 58,8 % | -       | 73,9 % | 7,8  | 1,8      | 0,3 | 1,2 | 2,6  | 15,1 |
| 2019-2020 | Metropolitans 92  | première division | 25      | 25       | 29      | 63,1 % | 0,0 %   | 62,6 % | 7,1  | 2,2      | 0,8 | 1,6 | 2,3  | 15,4 |

### Coupes d'Europe
| Saison    | Équipe     | Ligue           | Matches | 5 Majeur | Minutes | % Tirs | % 3-pts | % L-F  | Rbds | Pass dec | Int | Crt | B.p. | Pts |
| --------- | ---------- | --------------- | ------- | -------- | ------- | ------ | ------- | ------ | ---- | -------- | --- | --- | ---- | --- |
| 2016-2017 | Pau-Orthez | FIBA Europe Cup | 12      | 8        | 20      | 81,7 % | -       | 83,3 % | 5,4  | 1,3      | 0,7 | 0,6 | 2,1  | 9,8 |